# Temporada 1984 del Campeonato Mundial de Resistencia

## 1000 Kilómetros de Monza
| 23/04/1984 Autódromo de Monza | 23/04/1984 Autódromo de Monza | 23/04/1984 Autódromo de Monza  | 23/04/1984 Autódromo de Monza | 23/04/1984 Autódromo de Monza |
| Pos                           | N°                            | Pilotos                        | Auto                          | Equipo                        |
| ----------------------------- | ----------------------------- | ------------------------------ | ----------------------------- | ----------------------------- |
| 1°                            | 2                             | Bellof / Bell                  | Porsche 956                   | Rothmans Porsche              |
| 2°                            | 1                             | Ickx / Mass                    | Porsche 956                   | Rothmans Porsche              |
| 3°                            | 5                             | Baldi / Barilla                | Lancia LC2-84                 | Martini Racing                |
| 4°                            | 19                            | Stuck / Grohs / Brun           | Porsche 956                   | Brun Motorsport/Kremer        |
| 5°                            | 14                            | Palmer / Lammers               | Porsche 956                   | GTi Engineering               |
| 6°                            | 12                            | Merl / Schornstein             | Porsche 956                   | Schornstein Racing Team       |
| 7°                            | 46                            | Yver / de Dryver               | Rondeau M382 Ford             | Pierre Yver                   |
| 8°                            | 67                            | Busby / Knoop                  | Lola T616 Mazda               | BF Goodrich                   |
| 9°                            | 101                           | Winther / Jensen               | BMW M1                        | Jens Winther                  |
| 10°                           | 77                            | Mallock / Wilds / Duffield     | Ecosse C284 Ford              | Ecurie Ecosse                 |
| 11°                           | 80                            | Facetti / Finotto              | Alba AR2 Giannini             | Jolly Club                    |
| 12°                           | 72                            | Jelinski / Hansen              | Gebhardt JC842 BMW            | Gebhardt Motorsport           |
| 13°                           | 117                           | Leim / Wiren                   | Porsche 930                   | Strandell Racing              |
| 14°                           | 114                           | Lateste / Bienvault            | Porsche 930                   | Michel Lateste                |
| 15°                           | 68                            | Hayje / Quester                | Lola T616 Mazda               | BF Goodrich                   |
| 16°                           | 113                           | Regusci / Frey / Del-Thé       | Porsche 930                   | Hobby Rallye                  |
| 17°                           | 4                             | Patrese / Wollek               | Lancia LC2-84                 | Martini Racing                |
| 18°                           | 55                            | Keegan / Edwards               | Porsche 956                   | Skoal Bandit Porsche Team     |
| 19°                           | 102                           | Dören / Jürgensen / Mertes     | BMW M1                        | Racing Team Jürgensen         |
| 20°                           | 33                            | Boutsen / Hobbs                | Porsche 956B                  | Skoal Bandit Porsche Team     |
| 21°                           | 6                             | Gabbiani / Martini             | Lancia LC2-83                 | Jolly Club                    |
| 22°                           | 132                           | Blackburn / Los                | Lyncar MS83 Hart              | Lyncar Motorsport Ltd.        |
| 23°                           | 47                            | Plankenhorn / Lässig / Fouché  | Porsche 956                   | Obermaier Racing              |
| 24°                           | 131                           | "Victor" / "Gimax" / Mussato   | Porsche 935                   | "Victor"                      |
| 25°                           | 93                            | Grand / Libert / Witmeur       | Rondeau M379C Ford            | Jean-Philippe Grand           |
| 26°                           | 81                            | Coppelli / Pavia               | Alba AR2 Giannini             | Jolly Club                    |
| 27°                           | 104                           | von Staerh / Richter           | Porsche 924 Carrera GTS       | Dr. von Staehr                |
| 28°                           | 9                             | Larrauri / Sigala              | Porsche 956                   | Brun Motorsport               |
| 29°                           | 115                           | Bertapelle / Touroul           | Porsche 930                   | Raymond Touroul               |
| 30°                           | 7                             | Johansson / Ludwig / Pescarolo | Porsche 956                   | Joest Racing                  |
| 31°                           | 34                            | Zorzi / Francia                | Porsche 956                   | John Fitzpatrick Racing       |
| 32°                           | 111                           | Haas / Smith-Haas              | Porsche 930                   | Charles Ivey Racing           |

## 1000 Kilómetros de Silverstone
| 13/05/1984 Autódromo de Silverstone | 13/05/1984 Autódromo de Silverstone | 13/05/1984 Autódromo de Silverstone | 13/05/1984 Autódromo de Silverstone | 13/05/1984 Autódromo de Silverstone           | 13/05/1984 Autódromo de Silverstone |
| Pos                                 | N°                                  | Pilotos                             | Auto                                | Equipo                                        | Clase                               |
| ----------------------------------- | ----------------------------------- | ----------------------------------- | ----------------------------------- | --------------------------------------------- | ----------------------------------- |
| 1°                                  | 1                                   | Mass / Ickx                         | Porsche 956                         | Rothmans Porsche                              | C1                                  |
| 2°                                  | 7                                   | Ludwig / Pescarolo                  | Porsche 956                         | New Man - Joest Racing                        | C1                                  |
| 3°                                  | 55                                  | Keegan / Edwards                    | Porsche 956                         | Skoal Bandit Porsche Team                     | C1                                  |
| 4°                                  | 5                                   | Baldi / Barilla                     | Lancia LC2-84                       | Martini Racing                                | C1                                  |
| 5°                                  | 14                                  | Palmer / Lammers                    | Porsche 956                         | GTi Engineering                               | C1                                  |
| 6°                                  | 11                                  | Konrad / Sutherland                 | Porsche 956                         | Kremer Racing                                 | C1                                  |
| 7°                                  | 6                                   | Gabbiani / Martini                  | Lancia LC2-83                       | Jolly Club                                    | C1                                  |
| 8°                                  | 33                                  | Boutsen / Hobbs                     | Porsche 956B                        | Skoal Bandit Porsche Team                     | C1                                  |
| 9°                                  | 12                                  | Merl / Schornstein / "Winter"       | Porsche 956                         | Schornstein Racing Team                       | C1                                  |
| 10°                                 | 2                                   | Bell / Bellof                       | Porsche 956                         | Rothmans Porsche                              | C1                                  |
| 11°                                 | 19                                  | Brun / Schuppan                     | Porsche 956B                        | Brun Motorsport GmbH                          | C1                                  |
| 12°                                 | 81                                  | Vanoli / Pavia / Coppelli           | Alba AR2 Giannini                   | Jolly Club                                    | C2                                  |
| 13°                                 | 46                                  | de Dryver / Yver                    | Rondeau M382 Ford                   | Pierre Yver                                   | C1                                  |
| 14°                                 | 82                                  | Gellini / Barberio / Vatielli       | Alba AR3 Ford                       | Maurizio Gellini                              | C2                                  |
| 15°                                 | 35                                  | Rothengatter / Schickentanz         | Sehcar C83 Porsche                  | Procar Automobile AG                          | C1                                  |
| 16°                                 | 21                                  | Cooper / Wood / Robinson            | Grid S2 Porsche                     | Charles Ivey Racing                           | C1                                  |
| 17°                                 | 13                                  | De Cadenet / Courage                | Cougar C01B Ford                    | Primagaz Team Cougar                          | C1                                  |
| 18°                                 | 79                                  | Taft / Dodd-Noble / Harrower        | ADA 01 Ford                         | A.D.A. Engineering                            | C2                                  |
| 19°                                 | 102                                 | Dören / Mertes                      | BMW M1                              | Jürgensen Racing                              | B                                   |
| 20°                                 | 100                                 | Dürig / Göring / Ketterer           | BMW M1                              | Rolf Göring                                   | B                                   |
| 21°                                 | 34                                  | Perkins / Brock                     | Porsche 956                         | Team Australia                                | C1                                  |
| 22°                                 | 131                                 | "Victor" / Mussato / Giudici        | Porsche 935                         | "Victor"                                      | GTX                                 |
| 23°                                 | 65                                  | Brindley / Kempton / Bartlett       | Lola T610 Ford                      | John Bartlett                                 | C1                                  |
| 24°                                 | 70                                  | Crang / Bellm / Spice               | Tiga GC84 Ford                      | Spice-Tiga Racing                             | C2                                  |
| 25°                                 | 16T                                 | Lloyd / Mason                       | Porsche 956                         | GTi Engineering                               | C1                                  |
| 26°                                 | 18                                  | Lässig / Fouché / Regout            | Porsche 956                         | Obermaier Racing GmbH                         | C1                                  |
| 27°                                 | 9                                   | Larrauri / Sigala                   | Porsche 956                         | Team Gaggia Porsche                           | C1                                  |
| 28°                                 | 77                                  | Wilds / Duffield                    | Ecosse C284 Ford                    | Ecurie Ecosse                                 | C2                                  |
| 29°                                 | 86                                  | Terada / Dieudonné                  | Mazda 727C                          | Mazdaspeed                                    | C2                                  |
| 30°                                 | 117                                 | Wiren / Leim                        | Porsche 930                         | Strandell Motors                              | B                                   |
| 31°                                 | 88                                  | Payne / Ashmore                     | Ceekar 83J-1 Ford                   | Arthur Hough Pressings/Ark Racing             | GTP                                 |
| 32°                                 | 31                                  | Attwood / Sheldon / Salmon          | Nimrod NRA/C2B Aston Martin         | Viscount Downe with Aston Martin Lagonda Ltd. | C1                                  |
| 33°                                 | 107                                 | Boutinaud / Renault / Guinand       | Porsche 928 S                       | Raymond Boutinaud                             | B                                   |
| 34°                                 | 99                                  | Rossiter / Baker / Duret            | Tiga GC284 Ford Turbo               | J.Q.F. Engineering                            | C2                                  |
| 35°                                 | 109                                 | Gall / Cohen-Olivar / Richter       | BMW M1                              | Helmut Gall                                   | B                                   |
| 36°                                 | 4                                   | Patrese / Wollek                    | Lancia LC2-84                       | Martini Racing                                | C1                                  |
| 37°                                 | 38                                  | Jones / Galvin / Williams           | Dome RC82 Ford                      | Dorset Racing                                 | C1                                  |
| 38°                                 | 32                                  | Mallock / Olson                     | Nimrod NRA/C2B Aston Martin         | Ltd.                                          | C1                                  |
| 39°                                 | 132                                 | Los / Down / Blackburn              | Lyncar MS83 Hart                    | Lyncar Motorsport Ltd.                        | GTP                                 |
| 40°                                 | 74                                  | Arundel / Weaver / Jellinek         | Arundel C200 Ford                   | Scorpion Racing Services                      | C2                                  |
| 41°                                 | 72                                  | Evans / Jelinski                    | Gebhardt JC842 BMW                  | Gebhardt Motorsport                           | C2                                  |
| 42°                                 | 111                                 | Smith / Smith-Haas / Haas           | Porsche 930                         | Charles Ivey Racing                           | B                                   |
| 43°                                 | 80                                  | Facetti / Finotto                   | Alba AR2 Giannini                   | Jolly Club                                    | C2                                  |
| 44°                                 | 101                                 | Winther / Mercer / Winther, Jr.     | BMW M1                              | Jens Winther Team Castrol                     | B                                   |

## 24 Horas de Le Mans
| 17/06/1984 Circuito de la Sarthe | 17/06/1984 Circuito de la Sarthe | 17/06/1984 Circuito de la Sarthe  | 17/06/1984 Circuito de la Sarthe | 17/06/1984 Circuito de la Sarthe | 17/06/1984 Circuito de la Sarthe |
| Pos                              | N°                               | Pilotos                           | Auto                             | Equipo                           | Clase                            |
| -------------------------------- | -------------------------------- | --------------------------------- | -------------------------------- | -------------------------------- | -------------------------------- |
| 1°                               | 7                                | Pescarolo / Ludwig                | Porsche 956B                     | New-Man Joest Racing             | C1                               |
| 2°                               | 26                               | Rondeau / Paul, Jr.               | Porsche 956                      | Henn's T-Bird Swap Shop          | C1                               |
| 3°                               | 33                               | Hobbs / Streiff / van der Merwe   | Porsche 956B                     | Skoal Bandit Porsche Team        | C1                               |
| 4°                               | 9                                | Brun / von Bayern / Akin          | Porsche 956B                     | Brun Motorsport GmbH             | C1                               |
| 5°                               | 12                               | Merl / Schornstein / "Winter"     | Porsche 956                      | Schornstein Racing Team          | C1                               |
| 6°                               | 11                               | Schuppan / Jones / Jarier         | Porsche 956B                     | Porsche Kremer Racing            | C1                               |
| 7°                               | 20                               | Larrauri / Sigala / Gouhier       | Porsche 956                      | Brun Motorsport                  | C1                               |
| 8°                               | 4                                | Wollek / Nannini                  | Lancia LC2-84                    | Martini Racing                   | C1                               |
| 9°                               | 17                               | Needell / Sutherland / French     | Porsche 956                      | Porsche Kremer Racing            | C1                               |
| 10°                              | 68                               | Katayama / Morton / O'Steen       | Lola T616 Mazda                  | BFGoodrich Company               | C2                               |
| 11°                              | 93                               | Grand / Witmeur / Libert          | Rondeau M379C Ford               | Jean-Philippe Grand              | C2                               |
| 12°                              | 67                               | Busby / Hayje / Knoop             | Lola T616 Mazda                  | BFGoodrich Company               | C2                               |
| 13°                              | 37                               | Mullen / Bohren / Ferté           | Rondeau M482 Ford                | McCormack and Dodge              | C1                               |
| 14°                              | 109                              | de Thoisy / Yvon / Dagoreau       | BMW M1                           | Helmut Gall                      | B                                |
| 15°                              | 87                               | Martin / Kennedy / Martin         | Mazda 727C                       | Mazdaspeed Co. Ltd.              | C2                               |
| 16°                              | 106                              | Haldi / Heger / Krucker           | Porsche 930                      | Claude Haldi                     | B                                |
| 17°                              | 122                              | Perrier / Bertapelle / Touroul    | Porsche 911 SC                   | Raymond Touroul                  | GTO                              |
| 18°                              | 123                              | Alméras / Winters / Alméras       | Porsche 930                      | Equipe Alméras Freres            | GTO                              |
| 19°                              | 81                               | Daccò / Pavia / Coppelli          | Alba AR2 Giannini                | Jolly Club                       | C2                               |
| 20°                              | 86                               | Terada / Dieudonné / Yorino       | Mazda 727C                       | Mazdaspeed Co. Ltd.              | C2                               |
| 21°                              | 80                               | Finotto / Facetti / Vanoli        | Alba AR2 Giannini                | Jolly Club                       | C2                               |
| 22°                              | 107                              | Renault / Guinand / Boutinaud     | Porsche 928 S                    | Raymond Boutinaud                | B                                |
| 23°                              | 44                               | Tullius / Redman / Bundy          | Jaguar XJR-5                     | Group 44 Jaguar                  | GTP                              |
| 24°                              | 5                                | Barilla / Heyer / Baldi           | Lancia LC2-84                    | Martini Racing                   | C1                               |
| 25°                              | 21                               | De Cadenet / Grice / Craft        | Porsche 956                      | Charles Ivey Racing              | C1                               |
| 26°                              | 61                               | Henn / Dören / Ferté              | Porsche 962                      | Henn's T-Bird Swap Shop          | GTP                              |
| 27°                              | 14                               | Palmer / Lammers                  | Porsche 956                      | GTi Engineering                  | C1                               |
| 28°                              | 40                               | Adamowicz / Watson / Ballot-Léna  | Jaguar XJR-5                     | Group 44 Jaguar                  | GTP                              |
| 29°                              | 8                                | Johansson / Schlesser / DeNarvaez | Porsche 956                      | New-Man Joest Racing             | C1                               |
| 30°                              | 38                               | Jones / Faure / Galvin            | Dome RC82 Ford                   | Dorset Racing Associates         | C1                               |
| 31°                              | 50                               | Yver / de Dryver / Rousselot      | Rondeau M382 Ford                | Primagaz                         | C1                               |
| 32°                              | 13                               | Courage / Dubois / Jellinek       | Cougar C02 Ford                  | Primagaz                         | C1                               |
| 33°                              | 47                               | Lässig / Fouché / Graham          | Porsche 956                      | Obermaier Racing GmbH            | C1                               |
| 34°                              | 121                              | Smith / Ovey / Smith-Haas         | Porsche 930                      | Charles Ivey Racing              | GTO                              |
| 35°                              | 34                               | Perkins / Brock                   | Porsche 956                      | Team Australia                   | C1                               |
| 36°                              | 16                               | Lloyd / Mason / Metge             | Porsche 956                      | GTi Engineering                  | C1                               |
| 37°                              | 23                               | Couderc / Patté / Dorchy          | WM P83B Peugeot                  | Secateva                         | C1                               |
| 38°                              | 6                                | Lapeyre / Martini / Gabbiani      | Lancia LC2-84                    | BP Résidences Malardeau          | C1                               |
| 39°                              | 101                              | Winther / Mercer / Jensen         | BMW M1                           | Jens Winther                     | B                                |
| 40°                              | 62                               | Speer / Madren / Pickering        | March 84G Buick Turbo            | Pegasus Racing Ltd.              | GTP                              |
| 41°                              | 31                               | Mallock / Olson                   | Nimrod NRA/C2B Aston Martin      | Viscount Downe/Aston Martin      | C1                               |
| 42°                              | 32                               | Salmon / Attwood / Sheldon        | Nimrod NRA/C2B Aston Martin      | Viscount Downe/Aston Martin      | C1                               |
| 43°                              | 24                               | Pignard / Raulet / Pessiot        | WM P83B Peugeot                  | Secateva                         | C1                               |
| 44°                              | 55                               | Edwards / Keegan / Moreno         | Porsche 962                      | Skoal Bandit Porsche Team        | C1                               |
| 45°                              | 114                              | Lateste / Bienvault / "Segolen"   | Porsche 930                      | Michel Lateste                   | B                                |
| 46°                              | 70                               | Spice / Crang / Bellm             | Tiga GC84 Ford                   | Spice Tiga Racing                | C2                               |
| 47°                              | 27                               | Micangeli / Marazzi / Lacaud      | Ferrari 512 BB                   | Scuderia Bellancauto             | GTX                              |
| 48°                              | 48                               | Migault / Servanin / Kempton      | Lola T610 Ford                   | John Bartlett                    | C1                               |
| 49°                              | 45                               | Bussi / Ilien / Griffin           | Rondeau M382 Ford                | Christian Bussi                  | C1                               |
| 50°                              | 79                               | Wolff / Smith / Harrower          | ADA 01 Ford                      | A.D.A. Engineering               | C2                               |
| 51°                              | 85                               | Striebig / Heuclin / del Bello    | Sthemo SMC2 BMW                  | Hubert Striebig                  | C2                               |
| 52°                              | 77                               | Wilds / Leslie / Duffield         | Ecosse C284 Ford                 | Ecurie Ecosse                    | C2                               |
| 53°                              | 25                               | Wood / Cooper / Robinson          | Grid S2 Porsche                  | C.A.M.S.                         | C1                               |

## 1000 Kilómetros de Nürburgring
| 15/07/1984 Nürburgring | 15/07/1984 Nürburgring | 15/07/1984 Nürburgring              | 15/07/1984 Nürburgring  | 15/07/1984 Nürburgring             | 15/07/1984 Nürburgring |
| Pos                    | N°                     | Pilotos                             | Auto                    | Equipo                             | Clase                  |
| ---------------------- | ---------------------- | ----------------------------------- | ----------------------- | ---------------------------------- | ---------------------- |
| 1°                     | 2                      | Bellof / Bell                       | Porsche 956             | Rothmans Porsche                   | C1                     |
| 2°                     | 33                     | Boutsen / Hobbs                     | Porsche 956B            | Skoal Bandit Porsche Team          | C1                     |
| 3°                     | 5                      | Nannini / Barilla                   | Lancia LC2-84           | Martini Racing                     | C1                     |
| 4°                     | 14                     | Palmer / Lammers / Danner           | Porsche 956             | Canon Racing - GTI Engineering     | C1                     |
| 5°                     | 10                     | Winkelhock / Surer                  | Porsche 956B            | Porsche Kremer Racing              | C1                     |
| 6°                     | 19                     | Larrauri / Sigala                   | Porsche 956             | Team Gaggia Porsche                | C1                     |
| 7°                     | 1                      | Mass / Ickx                         | Porsche 956             | Rothmans Porsche                   | C1                     |
| 8°                     | 7                      | Pescarolo / Johansson / Senna       | Porsche 956             | New Man Joest Racing               | C1                     |
| 9°                     | 20                     | Brun / von Bayern                   | Porsche 956             | Brun Motorsport GmbH               | C1                     |
| 10°                    | 12                     | Schornstein / "Winter" / Merl       | Porsche 956             | DS Porsche Racing Team             | C1                     |
| 11°                    | 55                     | Keegan / Edwards                    | Porsche 962             | Skoal Bandit Porsche Team          | C1                     |
| 12°                    | 4                      | Wollek / Patrese                    | Lancia LC2-84           | Martini Racing                     | C1                     |
| 13°                    | 70                     | Bellm / Spice / Crang               | Tiga GC84 Ford          | Spice Tiga Racing                  | C2                     |
| 14°                    | 67                     | Busby / Halsmer                     | Lola T616 Mazda         | The BF Goodrich Company            | C2                     |
| 15°                    | 11                     | Fouché / Kroesemeijer               | Porsche CK5             | Porsche Kremer Racing              | C1                     |
| 16°                    | 106                    | König / Gall / Heger                | BMW M1                  | Helmut Gall                        | B                      |
| 17°                    | 109                    | Dürig / Göring / Müller             | BMW M1                  | Rolf Göring                        | B                      |
| 18°                    | 65                     | Lundgardh / Simonsen                | Porsche 935 L1          | Tuff Kote Dinol Racing             | GTX                    |
| 19°                    | 101                    | Winther / Jensen / Mercer           | BMW M1                  | Jens Winther                       | B                      |
| 20°                    | 64                     | "Victor" / Giudici / Pallavicini    | Porsche 935             | "Victor"                           | GTX                    |
| 21°                    | 18                     | Lässig / Sutherland / Thackwell     | Porsche 956             | Obermaier Racing                   | C1                     |
| 22°                    | 113                    | Leim / von Tschirnhaus              | Porsche 930             | Strandell Motors                   | B                      |
| 23°                    | 73                     | Jelinski / Ketterer / Gebhardt      | Gebhardt JC843 Ford     | Gebhardt Motorsport                | C2                     |
| 24°                    | 80                     | Facetti / Finotto / Sebastiani      | Alba AR2 Giannini       | Jolly Club                         | C2                     |
| 25°                    | 112                    | Haldi / Baker / Braun               | Porsche 930             | Bernd Schiller                     | B                      |
| 26°                    | 104                    | von Staerh / Richter                | Porsche 924 Carrera GTS | Dr. Wolf-Georg von Staehr          | B                      |
| 27°                    | 88                     | Payne / Ashmore                     | Ceekar 83J-1 Ford       | Arthur Hough Pressing - ARK Racing | C2                     |
| 28°                    | 115                    | Probst / Mentel / Gürthler          | Porsche 928 S           | Probst und Mentel                  | B                      |
| 29°                    | 114                    | Feuerlein / Reich / Reuter          | Porsche 930             | Peter Reuter                       | B                      |
| 30°                    | 85                     | Cohen-Olivar / del Bello / Striebig | Sthemo SMC2 BMW         | Hubert Striebig                    | C2                     |
| 31°                    | 82                     | Barberio / Vatielli / Gellini       | Alba AR3 Ford           | Gianfranco Barberio                | C2                     |
| 32°                    | 111                    | Manthey / Mertes                    | BMW M1                  | Walter Mertes                      | B                      |
| 33°                    | 81                     | Pavia / Daccò / Coppelli            | Alba AR2 Giannini       | Jolly Club                         | C2                     |
| 34°                    | 9                      | Stuck / Grohs                       | Porsche 956B            | Schiesser Porsche Brun             | C1                     |
| 35°                    | 94                     | Götz / Kirts / Rieger               | Rieger C2 Ford          | Siegfried Rieger                   | C2                     |
| 36°                    | 116                    | Memminger / Kuhn-Weiss / Rebai      | Porsche 930             | Georg Memminger                    | B                      |
| 37°                    | 68                     | Quester / Knoop                     | Lola T616 Mazda         | The BF Goodrich Company            | C2                     |
| 38°                    | 102                    | Jürgensen / Dören / Fritzsche       | BMW M1                  | Racing Team Jürgensen GmbH         | B                      |
| 39°                    | 72                     | Thoelke / Wagenhäuser / Weiler      | Gebhardt JC842 BMW      | Gebhardt Motorsport                | C2                     |
| 40°                    | 38                     | Wagenstetter / Hild                 | Lotec C302 Ford         | Motorsportclub Rosenheim e.V.      | C1                     |
| 41°                    | 121                    | Smith / Lovett / Eccles             | Porsche 930             | Charles Ivey Racing                | GTO                    |
| 42°                    | 48                     | Niedzwiedz / Ludwig                 | Zakspeed C1/8 Ford      | GWB Ford Zakspeed Team             | C1                     |

## 1000 Kilómetros de Brands Hatch
| 29/07/1984 Autódromo de Brands Hatch | 29/07/1984 Autódromo de Brands Hatch | 29/07/1984 Autódromo de Brands Hatch | 29/07/1984 Autódromo de Brands Hatch | 29/07/1984 Autódromo de Brands Hatch | 29/07/1984 Autódromo de Brands Hatch |
| Pos                                  | N°                                   | Pilotos                              | Auto                                 | Equipo                               | Clase                                |
| ------------------------------------ | ------------------------------------ | ------------------------------------ | ------------------------------------ | ------------------------------------ | ------------------------------------ |
| 1°                                   | 14                                   | Palmer / Lammers                     | Porsche 956                          | GTi Engineering/Canon Racing         | C1                                   |
| 2°                                   | 8                                    | Mass / Pescarolo                     | Porsche 956B                         | Joest Racing                         | C1                                   |
| 3°                                   | 55                                   | Edwards / Keegan / Boutsen           | Porsche 962                          | Skoal Bandit Porsche Team            | C1                                   |
| 4°                                   | 10                                   | Sutherland / Fouché / Wilson         | Porsche 956                          | Porsche Kremer Racing                | C1                                   |
| 5°                                   | 19                                   | Bellof / Grohs                       | Porsche 956B                         | Team Warsteiner                      | C1                                   |
| 6°                                   | 33T                                  | Boutsen / Edwards / Hobbs            | Porsche 956                          | John Fitzpatrick Racing              | C1                                   |
| 7°                                   | 5                                    | Baldi / Martini / Wollek             | Lancia LC2-84                        | Martini Racing                       | C1                                   |
| 8°                                   | 9                                    | Brun / von Bayern                    | Porsche 956                          | Team Warsteiner                      | C1                                   |
| 9°                                   | 12                                   | Merl / Schornstein / "Winter"        | Porsche 956                          | DS Porsche Racing Team               | C1                                   |
| 10°                                  | 70                                   | Crang / Bellm                        | Tiga GC84 Ford                       | Spice Tiga Racing                    | C2                                   |
| 11°                                  | 21                                   | Robinson / Wood                      | Grid S2 Porsche                      | Charles Ivey Racing                  | C1                                   |
| 12°                                  | 101                                  | Winther / Jensen / Mercer            | BMW M1                               | Jens Winther/Team Castrol Denmark    | B                                    |
| 13°                                  | 131                                  | "Victor" / Giudici / Pallavicini     | Porsche 935                          | Vittorio Coggiola                    | GTX                                  |
| 14°                                  | 65                                   | Andreason / Kempton / Cohen-Olivar   | Lola T610 Ford                       | John Bartlett                        | C1                                   |
| 15°                                  | 81                                   | Facetti / Finotto / Coppelli         | Alba AR2 Giannini                    | Jolly Club                           | C2                                   |
| 16°                                  | 99                                   | Rossiter / Baker                     | Tiga GC284 Ford Turbo                | JQF Engineering Ltd.                 | C2                                   |
| 17°                                  | 94                                   | Thompson / Lanfranchi / Galica       | Grid S1 Ford                         | Gil Baird Techspeed Racing           | C2                                   |
| 18°                                  | 84                                   | Los / Nicholson                      | Lyncar MS83 Ford                     | Lyncar Motorsport Ltd.               | GTP                                  |
| 19°                                  | 72                                   | Thoelke / Jelinski / Amato           | Gebhardt JC842 BMW                   | Gebhardt Motorsport                  | C2                                   |
| 20°                                  | 107                                  | Boutinaud / Dören / Brucelle         | Porsche 928 S                        | Raymond Boutinaud                    | B                                    |
| 21°                                  | 88                                   | Ashmore / Payne                      | Ceekar 83J-1 Ford                    | Arthur Hough Pressings/Ark Racing    | C2                                   |
| 22°                                  | 4                                    | Wollek / Barilla                     | Lancia LC2-84                        | Martini Racing                       | C1                                   |
| 23°                                  | 16                                   | Cooper / Cleare / Leslie             | Porsche CK5                          | Richard Cleare                       | C1                                   |

## 1000 Kilómetros de Mosport
| 05/08/1984 Autódromo de Mosport | 05/08/1984 Autódromo de Mosport | 05/08/1984 Autódromo de Mosport | 05/08/1984 Autódromo de Mosport | 05/08/1984 Autódromo de Mosport       | 05/08/1984 Autódromo de Mosport |
| Pos                             | N°                              | Pilotos                         | Auto                            | Equipo                                | Clase                           |
| ------------------------------- | ------------------------------- | ------------------------------- | ------------------------------- | ------------------------------------- | ------------------------------- |
| 1°                              | 1                               | Ickx / Mass                     | Porsche 956                     | Rothmans                              | C1                              |
| 2°                              | 33                              | Hobbs / Keegan / Konrad         | Porsche 956B                    | Skoal Bandit                          | C1                              |
| 3°                              | 81                              | Daccò / Coppelli                | Alba AR2 Giannini               | Jolly Club                            | C2                              |
| 4°                              | 2                               | Bellof / Bell                   | Porsche 956                     | Rothmans                              | C1                              |
| 5°                              | 82                              | Barberio / Gellini / Vatielli   | Alba AR3 Ford                   | Maurizio Gellini                      | C2                              |
| 6°                              | 80                              | Finotto / Sebastiani / Facetti  | Alba AR2 Giannini               | Jolly Club                            | C2                              |
| 7°                              | 99                              | Lockhart / Rossiter / Baker     | Tiga GC284 Ford Turbo           | JQF Engineering/Esso Canada Petroleum | C2                              |
| 8°                              | 20                              | Adam / Nierop / Fouché          | Porsche 956                     | Kremer Brothers/Sperry Turbo          | C1                              |
| 9°                              | 3                               | Schuppan / Mason                | Porsche 956                     | Rothmans                              | C1                              |
| 10°                             | 84                              | Berg / Los                      | Lyncar MS83 Ford                | Lyncar Motorsport                     | C2                              |
| 11°                             | 19                              | Larrauri / Brun                 | Porsche 956                     | Team Gaggia                           | C1                              |
| 12°                             | 40                              | Bieri / Gysler                  | BMW M1                          | Bieri Racing                          | GTO                             |
| 13°                             | 65                              | English / Laws                  | Chevrolet Camaro                | English Motorsport Enterprizes        | GTO                             |
| 14°                             | 21                              | Wood / Robinson                 | Grid S2 Porsche                 | Charles Ivey                          | C1                              |
| 15°                             | 73                              | Graham / Schwarz                | Gebhardt JC843 Ford             | Pepsi Challenger                      | C2                              |
| 16°                             | 60                              | Aschenbrenner / Freberg         | Audi 80 Coupe                   | Alps Restoration                      | GTO                             |

## 1000 Kilómetros de Spa
| 02/09/1984 Circuito de Spa-Francorchamps | 02/09/1984 Circuito de Spa-Francorchamps | 02/09/1984 Circuito de Spa-Francorchamps | 02/09/1984 Circuito de Spa-Francorchamps | 02/09/1984 Circuito de Spa-Francorchamps | 02/09/1984 Circuito de Spa-Francorchamps |
| Pos                                      | N°                                       | Pilotos                                  | Auto                                     | Equipo                                   | Clase                                    |
| ---------------------------------------- | ---------------------------------------- | ---------------------------------------- | ---------------------------------------- | ---------------------------------------- | ---------------------------------------- |
| 1°                                       | 2                                        | Bellof / Bell                            | Porsche 956                              | Rothmans Porsche                         | C1                                       |
| 2°                                       | 1                                        | Ickx / Mass                              | Porsche 956                              | Rothmans Porsche                         | C1                                       |
| 3°                                       | 9                                        | Stuck / Grohs / Brun                     | Porsche 956B                             | Brun Motorsport                          | C1                                       |
| 4°                                       | 20                                       | Larrauri / Sigala                        | Porsche 956                              | Brun Motorsport                          | C1                                       |
| 5°                                       | 18                                       | Regout / Lässig / Martin                 | Porsche 956                              | Obermaier Racing                         | C1                                       |
| 6°                                       | 3                                        | Schuppan / Watson                        | Porsche 956 PDK                          | Rothmans Porsche                         | C1                                       |
| 7°                                       | 10                                       | Fouché / Kroesemeijer                    | Porsche 956                              | Porsche Kremer Racing                    | C1                                       |
| 8°                                       | 12                                       | Schornstein / Heyer / "Winter"           | Porsche 956                              | Schornstein Racing Team                  | C1                                       |
| 9°                                       | 70                                       | Spice / Bellm / Crang                    | Tiga GC84 Ford                           | Spice Tiga Racing                        | C2                                       |
| 10°                                      | 93                                       | Grand / Libert / Witmeur                 | Rondeau M379C Ford                       | Jean-Philippe Grand                      | C2                                       |
| 11°                                      | 131                                      | "Victor" / Giudici / Pallavicini         | Porsche 935                              | "Victor"                                 | GTX                                      |
| 12°                                      | 101                                      | Winther / Jensen / Mercer                | BMW M1                                   | Jens Winther                             | B                                        |
| 13°                                      | 106                                      | Dören / Maillien / Gall                  | BMW M1                                   | Helmut Gall                              | B                                        |
| 14°                                      | 72                                       | Thoelke / Schwarz / Jelinski             | Gebhardt JC842 BMW                       | Gebhardt Motorsport                      | C2                                       |
| 15°                                      | 81                                       | Daccò / Coppelli / Vanoli                | Alba AR2 Giannini                        | Jolly Club                               | C2                                       |
| 16°                                      | 119                                      | Carlier / Boucher / Vensterman           | Porsche 930                              | Francois-Xavier Boucher                  | B                                        |
| 17°                                      | 99                                       | Smith / Rossiter / Baker                 | Tiga GC284 Ford Turbo                    | JQF Engineering                          | C2                                       |
| 18°                                      | 33                                       | Boutsen / Hobbs                          | Porsche 956B                             | Skoal Bandit Porsche Team                | C1                                       |
| 19°                                      | 55                                       | Keegan / Konrad                          | Porsche 962                              | Skoal Bandit Porsche Team                | C1                                       |
| 20°                                      | 7                                        | Johansson / Pescarolo / Heyer            | Porsche 956                              | Joest Racing                             | C1                                       |
| 21°                                      | 42                                       | de Dryver / Mallock                      | Cheetah G604 Aston Martin                | Cheetah Automobiles Switzerland          | C1                                       |
| 22°                                      | 80                                       | Facetti / Finotto / Sebastiani           | Alba AR2 Giannini                        | Jolly Club                               | C2                                       |
| 23°                                      | 85                                       | Striebig / Cohen-Olivar                  | Sthemo SMC2 BMW                          | Hubert Striebig                          | C2                                       |
| 24°                                      | 16                                       | Dumfries / Lloyd                         | Porsche 956                              | GTi Engineering                          | C1                                       |
| 25°                                      | 14                                       | Lammers / Palmer                         | Porsche 956 GTi                          | GTi Engineering                          | C1                                       |
| 26°                                      | 34                                       | Yver / Konrad                            | Porsche 956                              | John Fitzpatrick Racing                  | C1                                       |

## 1000 Kilómetros de Imola
| 16/09/1984 Autódromo de Imola | 16/09/1984 Autódromo de Imola | 16/09/1984 Autódromo de Imola  | 16/09/1984 Autódromo de Imola | 16/09/1984 Autódromo de Imola | 16/09/1984 Autódromo de Imola |
| Pos                           | N°                            | Pilotos                        | Auto                          | Equipo                        | Clase                         |
| ----------------------------- | ----------------------------- | ------------------------------ | ----------------------------- | ----------------------------- | ----------------------------- |
| 1°                            | 19                            | Stuck / Bellof                 | Porsche 956B                  | Brun Motorsport               | C1                            |
| 2°                            | 14                            | Palmer / Lammers               | Porsche 956 GTi               | GTi Engineering/Canon Racing  | C1                            |
| 3°                            | 8                             | Mass / Pescarolo / Heyer       | Porsche 956B                  | Joest Racing                  | C1                            |
| 4°                            | 10                            | Brun / Fouché / von Bayern     | Porsche 956B                  | Porsche Kremer Racing         | C1                            |
| 5°                            | 9                             | Larrauri / Sigala              | Porsche 956                   | Brun Motorsport               | C1                            |
| 6°                            | 18                            | Lässig / Grohs / Regout        | Porsche 956                   | Obermaier Racing              | C1                            |
| 7°                            | 12                            | Heyer / "Winter" / Schornstein | Porsche 956                   | Schornstein Racing Team       | C1                            |
| 8°                            | 55                            | Keegan / Konrad / Hobbs        | Porsche 956                   | Skoal Bandit Porsche Team     | C1                            |
| 9°                            | 29                            | Baldi / Martini                | Lancia LC2-84                 | Jolly Club                    | C1                            |
| 10°                           | 70                            | Bellm / Spice / Crang          | Tiga GC84 Ford                | Spice Tiga Racing             | C2                            |
| 11°                           | 105                           | Göring / Dürig / Haldi         | BMW M1                        | Rolf Göring                   | B                             |
| 12°                           | 131                           | "Victor" / Rebai / Pallavicini | Porsche 935                   | "Victor"                      | GTX                           |
| 13°                           | 99                            | Rossiter / Baker               | Tiga GC284 Ford Turbo         | JQF Engineering Ltd.          | C2                            |
| 14°                           | 83                            | Andreason / Brindley / Jones   | Lola T610 Ford                | Roger Andreason Racing        | C2                            |
| 15°                           | 88                            | Los / Nicholson                | Lyncar MS83 Ford              | Lyncar Motorsport Ltd.        | C2                            |
| 16°                           | 82                            | Vatielli / Barberio / Gellini  | Alba AR3 Ford                 | Maurizio Gellini              | C2                            |
| 17°                           | 6                             | Patrese / Wollek               | Lancia LC2-84                 | Martini Racing                | C1                            |
| 18°                           | 81                            | Coppelli / Daccò / Pavia       | Alba AR2 Giannini             | Jolly Club                    | C2                            |
| 19°                           | 5                             | Barilla / Nannini              | Lancia LC2-84                 | Martini Racing                | C1                            |
| 20°                           | 35                            | Theys / Dieudonné              | Sehcar C83 Porsche            | Procar Automobiles AG         | C1                            |
| 21°                           | 72                            | Thoelke / Weiler / Jelinski    | Gebhardt JC842 BMW            | Gebhardt Motorsport           | C2                            |
| 22°                           | 27                            | Micangeli / Micangeli / "Gero" | Ferrari 512 BB                | Scuderia Bellancauto          | GTX                           |
| 23°                           | 106                           | Gall / König                   | BMW M1                        | Helmut Gall                   | B                             |
| 24°                           | 80                            | Facetti / Finotto / Sebastiani | Alba AR2 Giannini             | Jolly Club                    | C2                            |
| 25°                           | 33                            | Boutsen / Hobbs                | Porsche 956B                  | Skoal Bandit Porsche Team     | C1                            |
| 26°                           | 4                             | Nannini / Barilla              | Lancia LC2-84                 | Martini Racing                | C1                            |
| 27°                           | 85                            | Cohen-Olivar / Striebig        | Sthemo SMC2 BMW               | Hubert Striebig               | C2                            |
| 28°                           | 1                             | Ickx / Watson                  | Porsche 956 PDK               | Rothmans Porsche              | C1                            |

## 1000 Kilómetros de Fuji
| 30/09/1984 Autódromo de Fuji | 30/09/1984 Autódromo de Fuji | 30/09/1984 Autódromo de Fuji   | 30/09/1984 Autódromo de Fuji              | 30/09/1984 Autódromo de Fuji | 30/09/1984 Autódromo de Fuji |
| Pos                          | N°                           | Pilotos                        | Auto                                      | Equipo                       | Clase                        |
| ---------------------------- | ---------------------------- | ------------------------------ | ----------------------------------------- | ---------------------------- | ---------------------------- |
| 1°                           | 2                            | Bellof / Watson                | Porsche 956                               | Rothmans Porsche             | C1                           |
| 2°                           | 1                            | Mass / Ickx                    | Porsche 956                               | Rothmans Porsche             | C1                           |
| 3°                           | 60                           | Stuck / Schuppan               | Porsche 956B                              | Trust Racing Team            | C1                           |
| 4°                           | 7                            | Johansson / Pescarolo          | Porsche 956                               | Joest Racing                 | C1                           |
| 5°                           | 10                           | Winkelhock / Thackwell         | Porsche 956                               | Kremer Racing                | C1                           |
| 6°                           | 84                           | Nagasaka / Suzuki              | Lotec M1C BMW                             | Auto Beaurex Motorsport      | C2                           |
| 7°                           | 38                           | Elgh / Sekiya                  | Dome 84C Toyota                           | Dome Motorsport              | C1                           |
| 8°                           | 83                           | Shimegi / Iida / Sakamoto      | Mazda 83C Mazda (MCS Guppy)               | Shimegi Racing Team          | C2                           |
| 9°                           | 14                           | Lammers / Palmer               | Porsche 956 GTi                           | GTI Engineering              | C1                           |
| 10°                          | 131                          | Kendall / Cook                 | Lola T600 Chevrolet                       | Kendall Racing               | GTP                          |
| 11°                          | 68                           | Quester / Knoop                | Lola T616 Mazda                           | BF Goodrich                  | C2                           |
| 12°                          | 35                           | Hoshino / Misaki / Mogi        | Tom's 83C Toyota                          | XEBEC Motorsport Division    | C1                           |
| 13°                          | 67                           | Busby / Halsmer                | Lola T616 Mazda                           | BF Goodrich                  | C2                           |
| 14°                          | 138                          | Kazama / Tatsumi / Ogura       | Mazda RX-7 845                            | Top Fuel Racing              | GTP                          |
| 15°                          | 80                           | Facetti / Finotto / Sebastiani | Alba AR2 Giannini                         | Jolly Club                   | C2                           |
| 16°                          | 137                          | Sugai / Sugai                  | Mazda RX-7 254i                           | Mazda Sport Car Club         | GTX                          |
| 17°                          | 50                           | Hasemi / Tohira                | LM 04C Nissan (Nissan Skyline Turbo C)    | Hasemi Motorsport            | C1                           |
| 18°                          | 74                           | Okamoto / Sawada               | Mishima Auto 84C BMW (MCS Guppy)          | Mishima Auto Racing          | C2                           |
| 19°                          | 145                          | Koma / Hitomi                  | Toyota Celica                             | Trust Racing Team            | GTU                          |
| 20°                          | 85                           | Okada / Shimizu / Tsutsumi     | Mazda 727C                                | Setrab Racing By Yours       | C2                           |
| 21°                          | 86                           | Terada / Kennedy               | Mazda 727C                                | Mazdaspeed                   | C2                           |
| 22°                          | 17                           | Yorino / Katayama              | March 84G Mazda Turbo                     | Mazdaspeed                   | C1                           |
| 23°                          | 135                          | Morimoto / Okada / Shimogishi  | Mazda RX-7 254i                           | Meiju Sport                  | GTX                          |
| 24°                          | 3                            | Lloyd                          | Porsche 956                               | Rothmans Porsche             | C1                           |
| 25°                          | 81                           | Coppelli / Daccò / Vanoli      | Alba AR2 Giannini                         | Jolly Club                   | C2                           |
| 26°                          | 36                           | Nakajima / Matsumoto           | Tom's 84C Toyota                          | Tom's                        | C1                           |
| 27°                          | 37                           | Needell / Weaver               | Tom's 84C Toyota (Ikuzawa 84C Toyota)     | Team Ikuzawa                 | C1                           |
| 28°                          | 82                           | Barberio / Gellini             | Alba AR3 Ford                             | Jolly Club                   | C2                           |
| 29°                          | 78                           | Nakamura / Iwaki / Tosa        | Misakispeed 83C Toyota (MCS Guppy)        | Team Iwaki                   | C2                           |
| 30°                          | 79                           | Takahara / Totani              | Renoma 84C BMW (MCS Guppy)                | Alpha Cubic Racing Team      | C2                           |
| 31°                          | 26                           | Suzuki / Nakako                | LM 04C Nissan (Nissan Panasports Turbo C) | Panasport Japan              | C1                           |
| 32°                          | 99                           | Colonna / Heger / Rossiter     | Tiga GC284 Ford Turbo                     | RB Promotion                 | C2                           |
| 33°                          | 16                           | Yoneyama / Oguchi              | Porsche 956                               | Nova Engineering             | C1                           |
| 34°                          | 30                           | Hoshino / Hagiwara             | March 83G Nissan (Nissan Silvia Turbo C)  | Hoshino Racing               | C1                           |
| 35°                          | 20                           | Wada / Yanagida                | LM 03C Nissan (Nissan Fairlady Z C)       | Central 20 Racing Team       | C1                           |

## 1000 Kilómetros de Kyalami
| 03/11/1984 Autódromo de Kyalami | 03/11/1984 Autódromo de Kyalami | 03/11/1984 Autódromo de Kyalami    | 03/11/1984 Autódromo de Kyalami | 03/11/1984 Autódromo de Kyalami | 03/11/1984 Autódromo de Kyalami |
| Pos                             | N°                              | Pilotos                            | Auto                            | Equipo                          | Clase                           |
| ------------------------------- | ------------------------------- | ---------------------------------- | ------------------------------- | ------------------------------- | ------------------------------- |
| 1°                              | 4                               | Patrese / Nannini                  | Lancia LC2-84                   | Martini Racing                  | C1                              |
| 2°                              | 5                               | Wollek / Barilla                   | Lancia LC2-84                   | Martini Racing                  | C1                              |
| 3°                              | 42                              | van der Linde / Santana / Shearsby | Nissan Skyline                  | Autoquip                        | MB                              |
| 4°                              | 34                              | Morgenrood / Coetzee / Hepburn     | Mazda RX-7                      | Randfontein Panel Beaters       | MA                              |
| 5°                              | 41                              | Chatz / Bianco                     | Alfa Romeo Alfetta GTV6         | Autodelta                       | MB                              |
| 6°                              | 21                              | Formato / Moni                     | Alfa Romeo Alfetta GTV6         | Autodelta                       | TT                              |
| 7°                              | 45                              | Mortimer / Lanz                    | VW Golf GTi                     | Anton Meyer                     | MC                              |
| 8°                              | 37                              | Piazza-Musso / van Zyl             | Alfa Romeo Alfetta GTV6         | Glenwood Motors                 | MB                              |
| 9°                              | 12                              | Pescarolo / Schornstein / "Winter" | Porsche 956                     | Schornstein Racing Team         | C1                              |
| 10°                             | 52                              | van Rooyen / van Rensburg          | Nissan Stanza                   | Superite                        | MC                              |
| 11°                             | 47                              | Bruins / Rowlings                  | Toyota Corolla                  | Cornight Motors                 | MC                              |
| 12°                             | 50                              | Knez / Repsold                     | Toyota Corolla                  | Speedparts                      | MC                              |
| 13°                             | 23                              | Brittz / Clay                      | Nissan Skyline                  | Nissan South Africa             | TU                              |
| 14°                             | 31                              | Fekken / Hettema / Sapiro          | VW Golf GTi                     | Stuart Pegg                     | TV                              |
| 15°                             | 28                              | Esterhuizen / Roos                 | Alfa Romeo Giulietta            | Alan Esterhuizen                | TV                              |
| 16°                             | 26                              | Stewart / Wesson / Trautman        | VW Golf GTi                     | Shell Sport South Africa        | TV                              |
| 17°                             | 35                              | O'Sullivan / O'Sullivan            | Rover 3500                      | Bonanza Shopfitters             | MA                              |
| 18°                             | 53                              | Williams / Botes / Botes           | Ford Escort Sport               |                                 | MC                              |
| 19°                             | 39                              | Pontea / D'Oliveira                | Alfa Romeo Alfetta GTV6         | Glenwood Motors                 | MB                              |
| 20°                             | 90                              | van Rooyen / Morrison              | Tiga SC83 Mazda                 | DAW Supplies                    | C2                              |
| 21°                             | 54                              | Grover / Kurz                      | Ford Escort Sport               | Kenny Grover                    | MC                              |
| 22°                             | 51                              | Treccani / Cooper                  | Ford Escort Sport               | Trepal Motor                    | MC                              |
| 23°                             | 29                              | Kibel / Cox / Greaves              | Mazda Capella                   | Michael Sapiro                  | TV                              |
| 24°                             | 22                              | Pickering / Parsons                | Alfa Romeo Alfetta GTV6         | Autodelta                       | TT                              |
| 25°                             | 43                              | Sorensen / Coetzee                 | Nissan Stanza                   | Shell Sport South Africa        | MC                              |
| 26°                             | 49                              | Williamson / Wilford               | Nissan 160Z                     | Super Exhaust                   | MC                              |
| 27°                             | 70                              | Baker / Hatch                      | Tiga SC83 Mazda                 | Tiga Cars South Africa          | C2                              |
| 28°                             | 48                              | Southwood / Mackintosh             | Ford Escort Sport               | Shell Sport South Africa        | MC                              |
| 29°                             | 38                              | Davis / Baleta / Pretorius         | Mazda Capella                   | Rick Davis                      | MB                              |
| 30°                             | 40                              | Klaver / Booysen / Goddard         | BMW 530i                        | Philip Booysen                  | MB                              |
| 31°                             | 44                              | Cook / Brough                      | Ford Escort RS                  | Smith's Wheels                  | MC                              |
| 32°                             | 33                              | Hepburn / Smith                    | Mazda RX-7                      | Randfontein Panel Beaters       | MA                              |

## 1000 Kilómetros de Sandrown
| 02/12/1984 Autódromo de Sandown | 02/12/1984 Autódromo de Sandown | 02/12/1984 Autódromo de Sandown   | 02/12/1984 Autódromo de Sandown | 02/12/1984 Autódromo de Sandown | 02/12/1984 Autódromo de Sandown |
| Pos                             | N°                              | Pilotos                           | Auto                            | Equipo                          | Clase                           |
| ------------------------------- | ------------------------------- | --------------------------------- | ------------------------------- | ------------------------------- | ------------------------------- |
| 1°                              | 2                               | Bellof / Bell                     | Porsche 956                     | Rothmans Porsche                | C1                              |
| 2°                              | 1                               | Mass / Ickx                       | Porsche 956                     | Rothmans Porsche                | C1                              |
| 3°                              | 14                              | Palmer / Lammers                  | Porsche 956 GTi                 | GTI Engineering                 | C1                              |
| 4°                              | 10                              | van der Merwe / Fouché            | Porsche 956                     | Porsche Kremer Racing           | C1                              |
| 5°                              | 11                              | Winkelhock / French               | Porsche 956B                    | Porsche Kremer Racing           | C1                              |
| 6°                              | 34                              | Bond / Miedecke                   | Porsche 962                     | John Fitzpatrick Racing         | C1                              |
| 7°                              | 7                               | Ludwig / Pescarolo                | Porsche 956                     | New Man Joest Racing            | C1                              |
| 8°                              | 3                               | Jones / Schuppan                  | Porsche 956                     | Rothmans Porsche                | C1                              |
| 9°                              | 55                              | Keegan / Konrad                   | Porsche 956                     | Skoal Bandit Porsche Team       | C1                              |
| 10°                             | 70                              | Spice / Crang                     | Tiga GC84 Ford                  | Gordon Spice Racing             | C2                              |
| 11°                             | 12                              | "Winter" / Belmondo / Schornstein | Porsche 956                     | DS Racing Team                  | C1                              |
| 12°                             | 74                              | Jelinski / Nodes / Gebhardt       | Gebhardt JC843 Ford             | Gebhardt Motorsport             | C2                              |
| 13°                             | 17                              | Kroesemeijer / Pareja / Janson    | Porsche CK5                     | Porsche Kremer Racing           | C1                              |
| 14°                             | 62                              | Richards / Longhurst              | BMW 320i                        | JPS Team BMW                    | AC                              |
| 15°                             | 106                             | Gall / Heger                      | BMW M1                          | Helmut Gall                     | B                               |
| 16°                             | 99                              | Rossiter / Evans / Baker          | Tiga GC284 Ford Turbo           | R.B. Promotive                  | C2                              |
| 17°                             | 83                              | Jones / Burroughs / Bartlett      | Lola T610 Ford                  | John Bartlett                   | C2                              |
| 18°                             | 56                              | Dumfries / Brabham                | Porsche 956                     | Rothmans Porsche                | C1                              |
| 19°                             | 61                              | Costanzo / Romano                 | Romano WE84 Ford                | Bap Romano Racing               | AC                              |
| 20°                             | 64                              | Grice / Johnson / Harrop          | Chevrolet Monza                 | Re-Car Racing Pty Ltd.          | AC                              |
| 21°                             | 33                              | Boutsen / Hobbs                   | Porsche 956B                    | Skoal Bandit Porsche Team       | C1                              |
| 22°                             | 65                              | Harris / Hanger / Jones           | JWS C2 Mazda                    | Jeff Harris                     | AC                              |
| 23°                             | 81                              | Daccò / Cesario                   | Alba AR2 Giannini               | Jolly Club                      | C2                              |
| 24°                             | 131                             | Cook / Kendall / Fitzgerald       | Lola T600 Chevrolet             | Charles Kendall                 | GTP                             |
| 25°                             | 73                              | Muller / Ransom / Smith-Haas      | Gebhardt JC842 BMW              | Gebhardt Motorsport             | C2                              |
| 26°                             | 80                              | Finotto / Facetti / Daccò         | Alba AR2 Giannini               | Jolly Club                      | C2                              |
| 27°                             | 72                              | Harrower / Crichton / Davison     | Gebhardt JC843 Ford             | Gebhardt Motorsport             | C2                              |
| 28°                             | 90                              | Winther / Jensen                  | URD C81 BMW                     | Jens Winther Team Castrol       | C2                              |
| 29°                             | 111                             | Faure / Clarke / Leim             | Porsche 930                     | Nick Faure                      | B                               |

| Predecesor: WSC 1983 | Campeonato Mundial de Resistencia 1984 | Sucesor: WSC 1985 |

- Datos: Q2954093